# Alpin (Zeitschrift)
Alpin ist eine Zeitschrift für das Bergsteigen und Bergwandern sowie weitere sportliche Aktivitäten wie Klettern, Tourenskifahren, Trekking und Mountainbiking. Die Zeitschrift erscheint monatlich im Olympia-Verlag Nürnberg und hat eine verkaufte Auflage von 14.630 Exemplaren laut IVW 4/2024.
In der Zeitschrift gibt es Tourenvorschläge, Berichte zu Gesundheit, Sicherheit und Ausrüstung, Tests, Marktübersichten und Produktvorstellungen.